# Sabri Fejzullahu
Sabri Fejzullahu (ur. 16 września 1943 w miejscowości Besiana) – kosowski aktor, piosenkarz i polityk. Jest uważany za popularyzatora współczesnej muzyki w Kosowie, sam stał się popularny w Kosowie, Albanii i Macedonii Północnej dzięki występom w programie Akordet e Kosovës.

## Życiorys
Zaczął studiować aktorstwo w 1967 roku. Jednocześnie w tym roku rozpoczął karierę piosenkarza, śpiewając piosenkę Tash jo w Radiotelewizji Prisztina.
W 2002 roku należał do Demokratycznej Partii Kosowa.

## Filmografia

### Filmy
| Rok  | Tytuł                | Rola  |
| ---- | -------------------- | ----- |
| 1976 | Gëzuar viti i ri     |       |
| 1979 | Kur pranvera vonohet |       |
| 1982 | Qesh e ngjesh        |       |
| 1985 | Mixha Ramë           | Djali |
| 1990 | Migjeni              |       |

### Seriale
| Rok  | Tytuł                | Rola     |
| ---- | -------------------- | -------- |
| 1980 | Kur pranvera vonohet |          |
| 1985 | Autobus              | kierowca |

## Życie prywatne
Ojciec Sabriego miał na imię Hazir, a matka - Zyhraje. Jego nieżyjący już brat miał na imię Ruzhdi.
Jego syn, Ermal, również jest piosenkarzem.

## Dyskografia

### Albumy
- Ma ke prishë gjumin e natës[4]
- Merrma shiun e Prishtinës[4]
- Mëmëdheu[4]